# Live '99
Live '99 este primul album live al cântăreței poloneze Edyta Górniak. 
Piesele au fost înregistrate în timpul turneului din Polonia care a avut loc în 1999.

## Ordinea pieselor pe album
1. Intro (1:36)
2. Perfect Moment (3:50)
3. When You Come Back to Me (4:58)
4. Dotyk (4:33)
5. The Day I Get Over You (8:19)
6. Stop (5:05)
7. Jestem kobietą (4:16)
8. I Don't Know What's On Your Mind (5:03)
9. Miles & Miles Away (5:35)
10. Hunting High & Low (4:07)
11. To nie ja (4:22)
12. Anything (4:31)
13. Dziś prawdziwych cyganów już nie ma (3:27)
14. Gone (6:56)

## Single-uri promo
- Stop! (1999)
- Hunting High & Low (2000)